# Muge, Guangdong
Muge (kinesiska: 木格) är en köping i sydöstra Kina. Den ligger i Guangning härad i staden Zhaoqing i provinsen Guangdong, omkring 120 kilometer väster om provinshuvudstaden Guangzhou. Antalet invånare är 12 634. Befolkningen består av 6 433 kvinnor och 6 201 män. Barn under 15 år utgör 29,0 %, vuxna 15-64 år 59 %, och äldre över 65 år 11,0 %.